# Зоопарк Гізи
30°0′36″ пн. ш. 31°12′36″ сх. д. / 30.01000° пн. ш. 31.21000° сх. д.

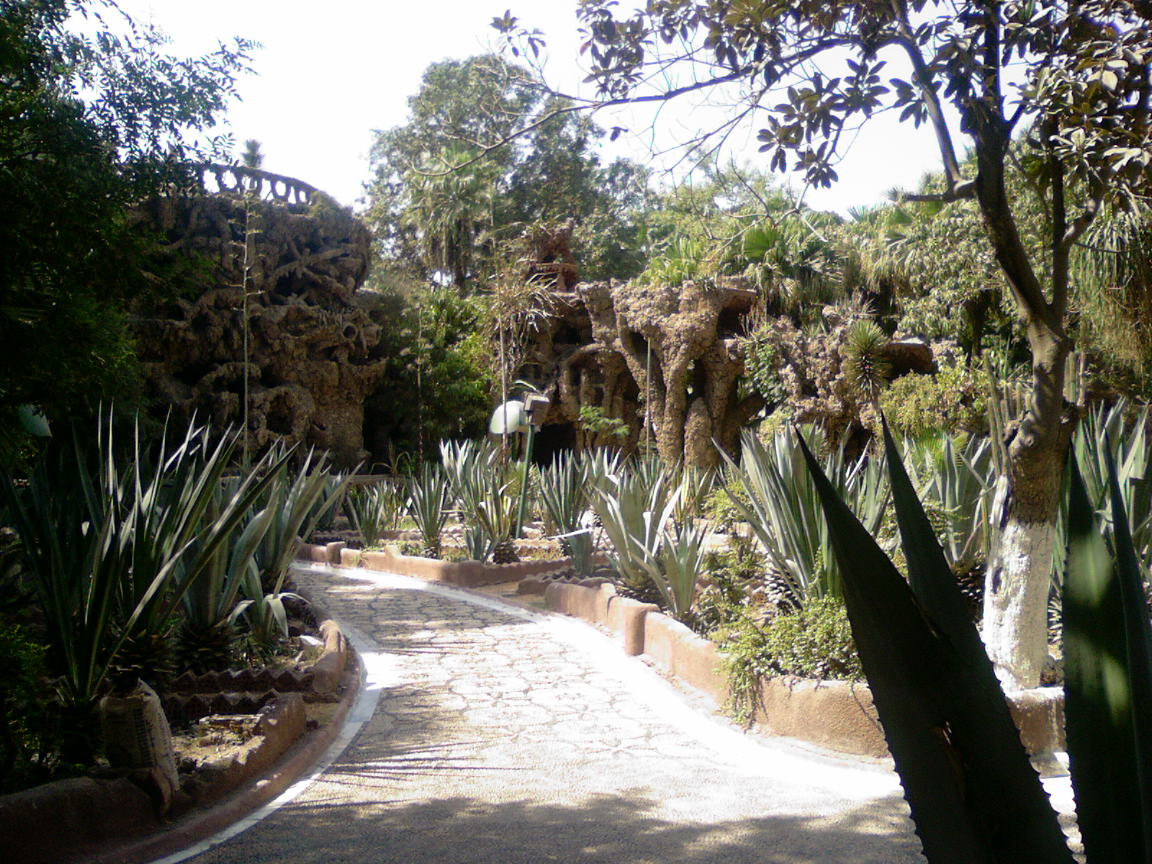
На одній з алей Зоопарку Гізи, вересень 2008

Зоопарк Гізи (або Каїрський зоопарк; араб. حديقة حيوانات الجيزة) — зоопарк у столиці Єгипту місті Каїрі.

## Загальна інформація
Зоопарк розташований у частині Великого Каїру місті Гізі і є чи не найбільшим зеленим масивом єгипетської столиці, через що користується незмінною популярністю в містян, в тому числі для проведення найрізномантніших свят, зокрема і сімейних з частуваннями. 
Зоопарк Гізи  — найбільший зоологічний сад Єгипту, його площа становить приблизно 100 акрів. 
На території зоопарку утримується велике число рідкісних і загрожених тварин місцевої фауни. Є також «Будинок рептилій» і Центр звірячих чучел. 

## Історія та сьогодення

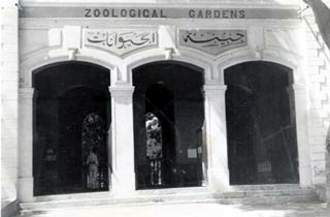
Вхід до зоопарку, 1912

Каїрський зоопарк є не лише найбільшим, а й найстарішим зоопарком країни. Його було засновано ще в XIX столітті — 1871 року за розпорядженням хедива Ісмаїла-паші.
У парку було споруджено гарного підвісного моста, що був спроектований Густавом Ейффелем (Gustave Eiffel). 
У теперішній час для доступності відвідання Зоопарку Гізи, в т.ч. широкими верствами населення, вхідний квиток для громадян Єгипту є дуже дешевим, відтак зібрані кошти не покривають витрати на утримання установи. Головною метою зоопарку є привабити мешканців і гостей міста, а не пропагувати знання про тварин. 
Такі несприятливі фінансові справи закладу, втім, не впливають на природні процеси — чимало тварин Каїрського зоопарку успішно розмножуються.

## Галерея

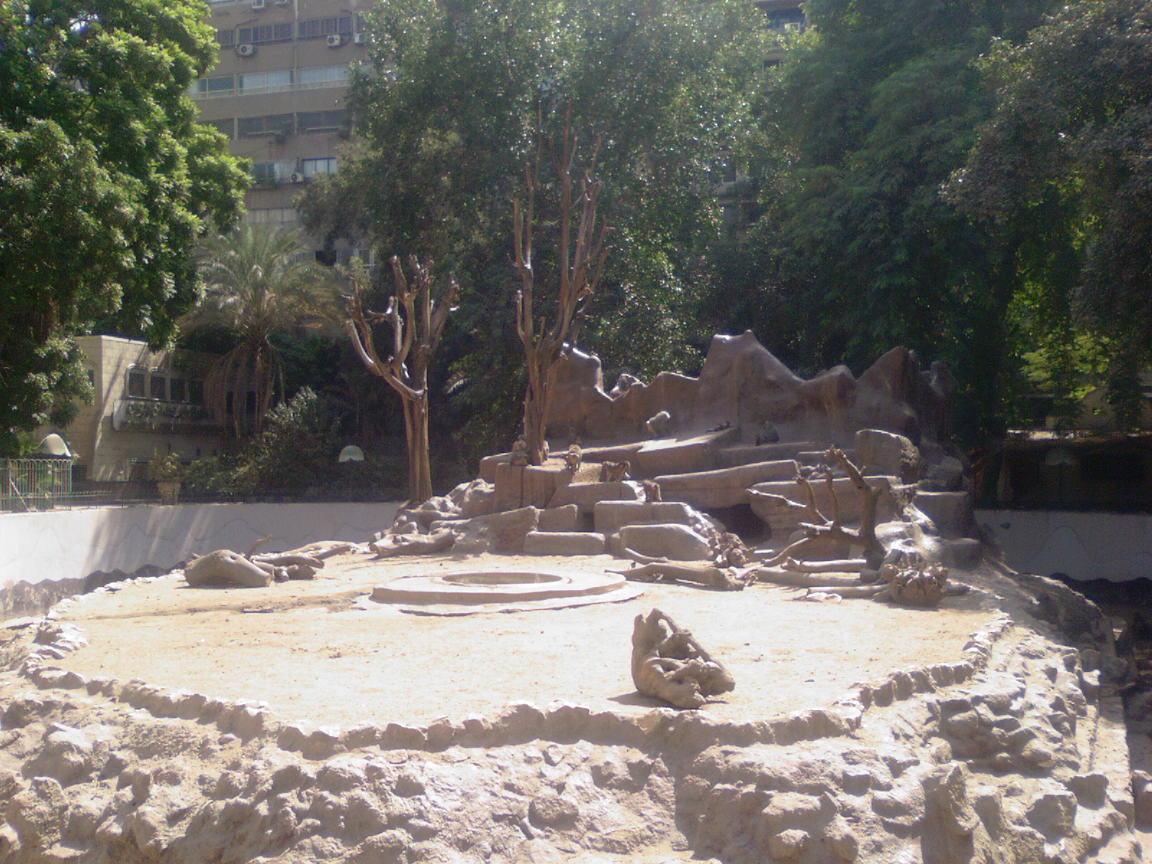
У зоопарку
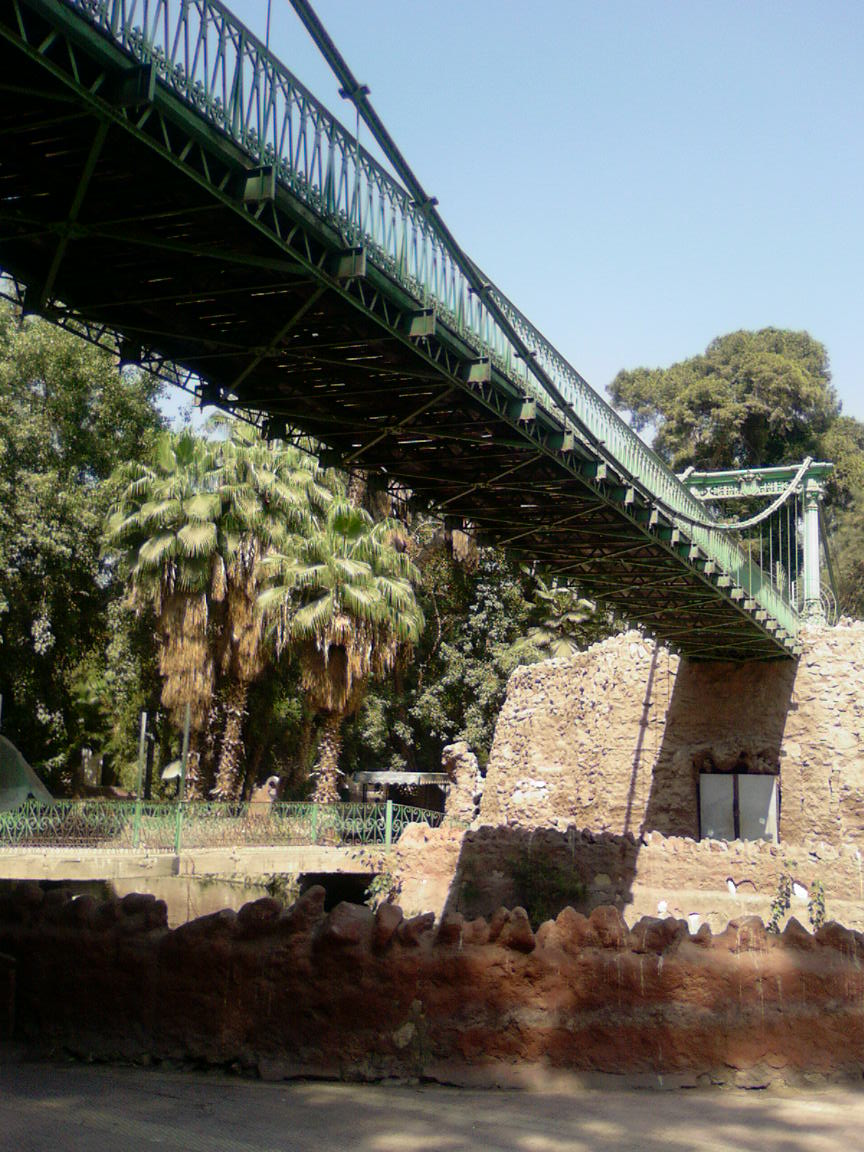
Підвісний міст Ейффеля
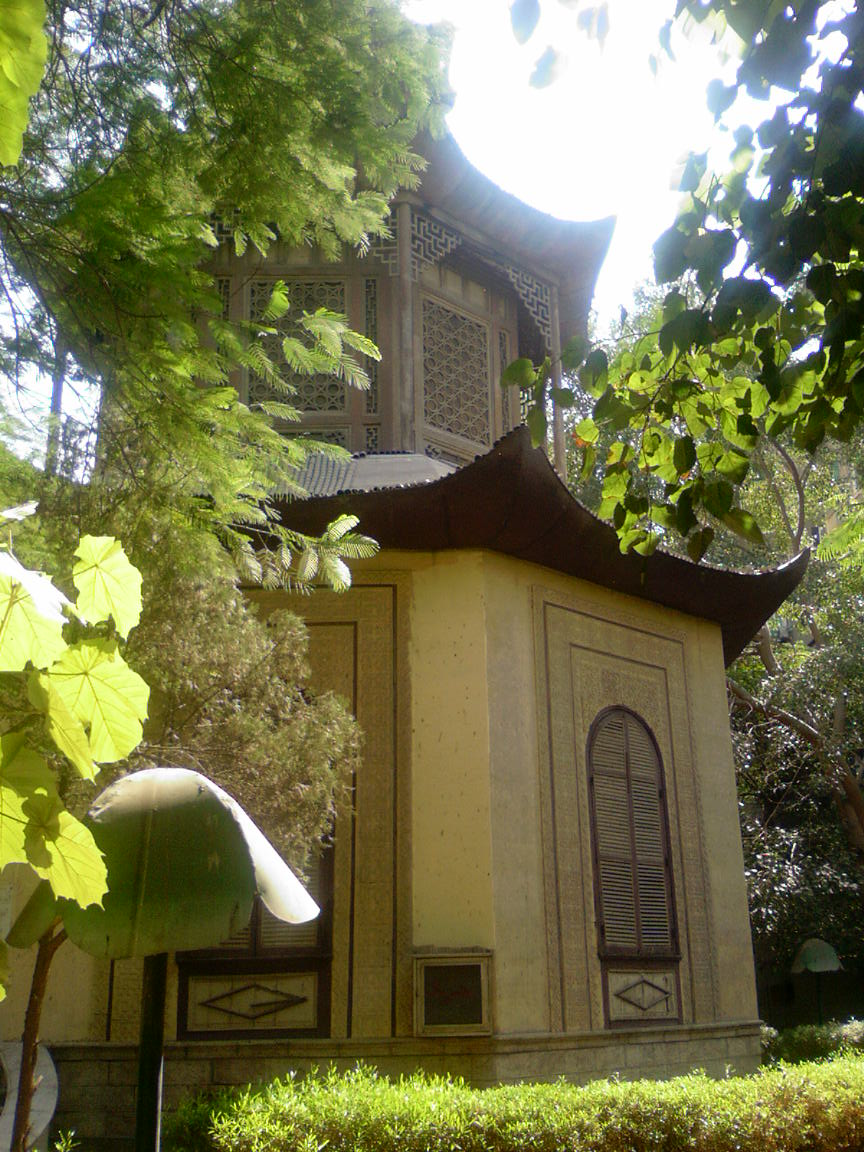
Японський будиночок
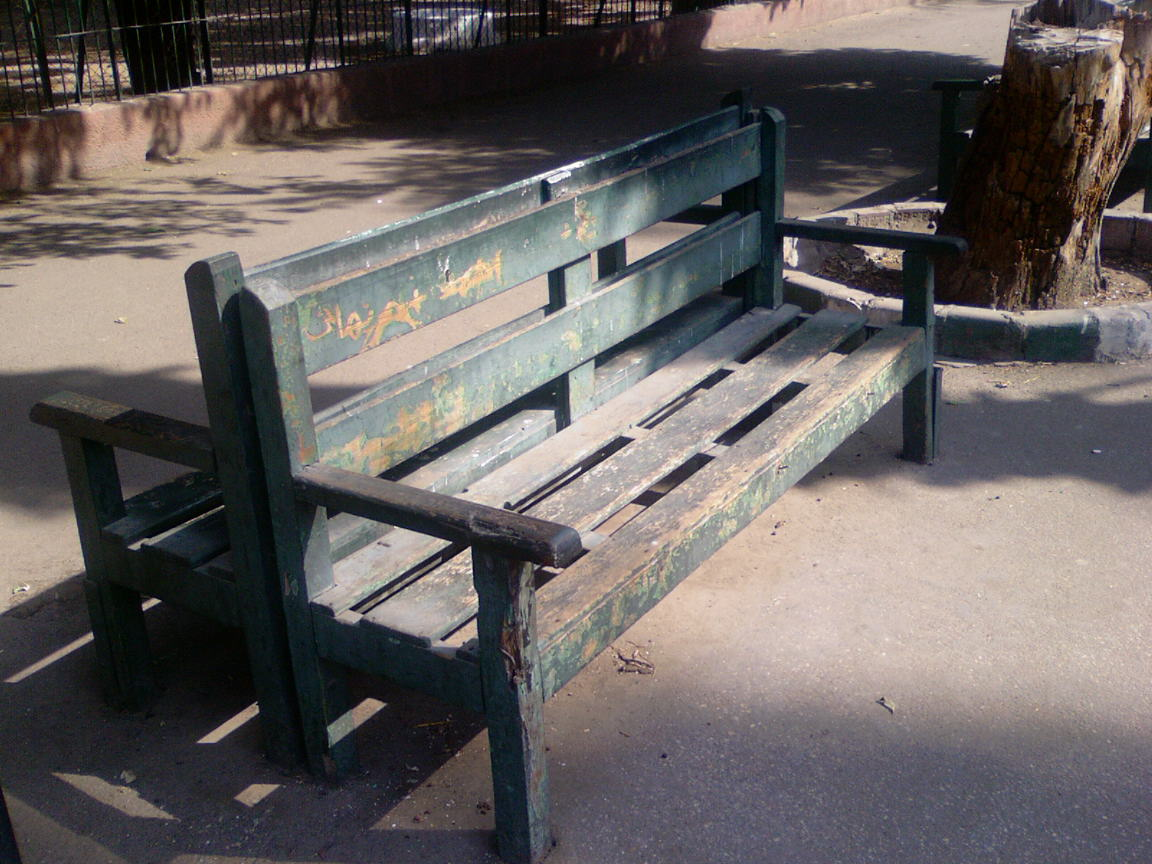
Паркова лавиця

## Виноски
1. ↑  Зоопарк Гізи та Сади Ормана на www.archnet.org [Архівовано 8 лютого 2006 у Wayback Machine.] (англ.)